# Wiesław Koszela
Wiesław Zdzisław Koszela (ur. 8 listopada 1936 w Chełmie, zm. 15 maja 1993 w Sanoku) – polski dziennikarz prasowy, publicysta, pisarz, poeta, działacz polityczny.

## Życiorys
Wiesław Zdzisław Koszela urodził się 8 listopada 1936 w Chełmie. Był synem Marii i Władysława Koszelów (ojciec w 1939 był kapralem nadterminowanym Wojska Polskiego na terenie zabużańskim, w 1944 wstąpił do ludowego Wojska Polskiego w szeregach 1 Armii Wojska Polskiego, dosłużył stopnia majora, po wojnie był kierownikiem komórki kontroli jakości w Jeleniogórskich Zakładach Przemysłu Mięsnego, zmarł w 1964). Miał starszą siostrę Jolantę (została żoną mjr. Jerzego Drabka, oficera Wojskowego Instytutu Geograficznego). W czasie II wojny światowej i trwającej okupacji niemieckiej przebywał z rodzicami na terenach nadbużańskich u dziadka (ojca matki), prowadzącego młyn wodny. Po zakończeniu wojny w ramach repatriacji wraz z matką i siostrą został sprowadzony przez ojca, majora WP, do Jeleniej Góry, gdzie zamieszkiwał w latach 1948–1954. Wraz z rodziną zamieszkiwał przy ul. Jagiellońskiej, później przy ul. Spółdzielczej.
Wiesław Koszela uczęszczał do Szkoły Podstawowej nr 4 w Jeleniej Górze, następnie do tamtejszego Gimnazjum im. Stefana Żeromskiego, gdzie zdał maturę, zaś później został absolwentem studiów na kierunku dziennikarstwa na Wydziale Dziennikarstwa Uniwersytetu Warszawskiego, gdzie jego profesorem prowadzącym był Stanisław Mackiewicz. Po ukończeniu studiów podjął pracę dziennikarską. W latach 60. pracował w jednej z redakcji na Wybrzeżu Gdańskim. Na przełomie lat 60./70. był dziennikarzem pism „Życie Warszawy”, „Azoty” w Kędzierzynie-Koźlu oraz „Siarka” w Tarnobrzegu (gazeta zakładowa Kopalni i Przetwórni Siarki). (innym redaktorem był Jan Łysakowski). W 1974 wraz z żoną Bogumiłą, także absolwentką dziennikarstwa na UW, został dziennikarzem „Gazety Sanockiej – Autosan”, powstałej wówczas przy Sanockiej Fabryce Autobusów „Autosan” w Sanoku. Został redaktorem naczelnym tego czasopisma, pełniąc tę funkcję w całym okresie jego wydawania od 1974 do 1990. Publikując artykuły podpisywał się własnym imieniem i nazwiskiem bądź też używał inicjałów „W”, „WK”, „wik”, „WiK”. Podczas pracy dziennikarza lokalnego pełnił także funkcję korespondenta PAP w Tarnobrzegu i w Sanoku. Ponadto był w składzie sekcji wydawniczej redakcji Tomu IV (1979) i Tomu V (1980) „Rocznika Sanockiego”. Był współautorem publikacji pt. Autosan. Praca zbiorowa pod redakcją Adama Orłowskiego, wydanej z okazji obchodów 150-lecia powstania fabryki. Był także poetą, prozaikiem i publicystą. Wiersze pisał od czasów szkolnych. Jako poeta zadebiutował w miesięczniku „Odra” w 1958. Jego debiutem książkowym był tomik poezji pt. Drewno moje powszednie w 1963. Publikował w czasopismach o charakterze literackim oraz społeczno-kulturalnym. Należał do Stowarzyszenia Dziennikarzy Rzeczypospolitej Polskiej.
Działał w PZPR, funkcjonując jako wykładowca szkolenia partyjnego w Autosanie, był członkiem Miejskiego Komitetu Frontu Jedności Narodu w Sanoku. 8 stycznia 1980 został wybrany członkiem Komitetu Wojewódzkiego PZPR w Krośnie. Podczas stanu wojennego został członkiem powołanego w lutym 1983 w SFA „Autosan” zakładowego Obywatelskiego Komitetu Odrodzenia i Porozumienia (OKON), w marcu 1983 przekształconego w oddział zakładowy Patriotycznego Ruchu Odrodzenia Narodowego (PRON), zaś wówczas został wybrany delegatem na pierwszy miejski zjazd PRON w Sanoku  29 marca 1983. Następnie został członkiem Tymczasowej Miejskiej Rady PRON w Sanoku, a 29 marca 1983 został wybrany delegatem na I Zjazd Wojewódzki PRON.
Redaktor Wiesław Koszela był autorem, który na łamach „Gazety Sanockiej – Autosan” w negatywny sposób odniósł się do ustanawiania w Sanoku tablic pamiątkowych o znaczeniu patriotyczno-niepodległościowym. W wydaniu pisma nr 19 z 1-10 lipca 1985 w artykule pt. W czyim imieniu? zaprotestował przeciw ustanowieniu tablicy upamiętniającej Marszałka Józefa Piłsudskiego na fasadzie kościoła Przemienienia Pańskiego w Sanoku (będąc autorem felietonu został podpisany jako OB.W.). W wydaniu gazety nr 22 z 1-10 sierpnia 1985 w artykule pt. O tym „w czyim imieniu?” raz jeszcze przyznał się do autorstwa opisanego artykułu oraz rozwinął swoje racje w odniesieniu do działalności i rządów J. Piłsudskiego w okresie II RP. Rok później, już pod własnym nazwiskiem Wiesław Koszela w analogiczny sposób w wydaniu „Gazety Sanockiej – Autosan” nr 21 z 20-31 lipca 1986 w artykule pt. Dzielić i rządzić?!, sprzeciwił się ustanowieniu na tym samym kościele tablicy upamiętniającej żołnierzy Obwodu Sanok SZP-ZWZ-AK oraz dowódców tych sił zbrojnych (Michał Tokarzewski-Karaszewicz, Tadeusz Komorowski, Leopold Okulicki) oraz żołnierzy 2 Pułku Strzelców Podhalańskich, którzy do 1939 roku stacjonowali w Sanoku. Publikacja została przedrukowana w wydaniu dziennika rzeszowskiego „Nowiny” z 4 sierpnia 1986, a wkrótce potem tezy artykułu podzielili Władysław Gąsiorowski i Mirosław Musiał, których korespondencja do czasopisma GS–A została opublikowana w wydaniu gazety nr 23 z 10-20 sierpnia 1986. W wydaniu „Gazety Sanockiej – Autosan” nr 21 z 20-31 lipca 1987 w artykule pt. Jeszcze jedna tablica i jeszcze jedno pytanie: w czyim imieniu?, Koszela sprzeciwił się ustanowieniu tablicy upamiętniającej Grzegorza Przemyka w kaplicy rektoralnej pw. św. Maksymiliana Kolbego w Sanoku. Po latach historyk Edward Zając napisał o Koszeli, iż zapamiętano mu dwa niefortunne artykuły i skazano na niepamięć.
Wiesław i Bogumiła Koszelowie mieli syna Przemysława. W Sanoku zamieszkiwali przy ul. Mariana Langiewicza w dzielnicy Wójtostwo. Wiesław Koszela na początku lat 90. przebywał na rencie i pozostawał obłożnie chory, a w ostatnich dniach życia przechodził ostre zapalenie płuc połączone z niewydolnością krążenia. Zmarł 15 maja 1993 w Sanoku w wieku 57 lat. Jego żona Bogumiła (ur. 1935), zmarła niespełna rok później, 2 lub 3 maja 1994. Pierwotnie zostali pochowani na Cmentarzu Centralnym w Sanoku, a w 1994 ich szczątki zostały przeniesione na cmentarz w Głogowie–Brzostowie.

## Publikacje
Tomiki poezji
- Drewno moje powszednie (1963, Ludowa Spółdzielnia Wydawnicza)[3][52]
- Podnoszenie słów[4]
- Bieszczadzka ballada (1979, Krajowa Agencja Wydawnicza)[53]
- Tylko horyzont wokół i rdzeń pustki... (1981, Krajowa Agencja Wydawnicza)[3][54]

Powieści
- Gorzkie czereśnie (1968)[3][55]
- Jan, którego jest ta ziemia (1985, Krajowa Agencja Wydawnicza)[56][54][4]

Współautor
- 50 lat Zakładowego Domu Kultury / 30 lat Orkiestry Dętej / 30 lat Klubu Sportowego "Stal" Sanockiej Fabryki Autobusów „Autosan” (redakcja)[57]
- Autosan. Praca zbiorowa pod redakcją Adama Orłowskiego. Warszawa: Ludowa Spółdzielnia Wydawnicza, 1982. Brak numerów stron w książce
  - rozdział: Praca i życie[58]

## Odznaczenia i wyróżnienia
Nagrody literackie
- Wyróżnienie „Czerwona Róża” za wybór wierszy[12]
- Nagroda poetyckiej peleryny za najlepszy debiut poetycki za tomik poezji Drewno moje powszednie (1964)[2][5][6]
- I Nagroda w dziedzinie poezji w konkursie „Opolszczyzna – jej dzień nowy”[2][5][6]
- Wyróżnienie w konkursie Ludowej Spółdzielni Wydawniczej na debiut prozatorski za powieść Gorzkie czereśnie (1968)[59][2][6]
- II Nagroda w konkursie o „Laur Czechowicza” za poemat Panna Preczysta spod Rajskiego (1965)[2][4][6]
- Doroczna nagroda literacka podczas XI Ogólnopolskiego Konkursu Poezji Współczesnej im. Juliana Przybosia „O Złoty Lemiesz” (1981)[60][3]

Odznaczenia i wyróżnienia
- Medal 30-lecia Polski Ludowej (1975)[61]
- Odznaka „Zasłużony dla Sanoka” (1976)[62]
- Złoty Krzyż Zasługi (1979)[63][64]
- Srebrny Krzyż Zasługi (1980)[16]
- List gratulacyjny przewodniczącego Wojewódzkiej Rady Narodowej w Krośnie (1979)[64]
- Odznaka honorowa „Za zasługi dla województwa krośnieńskiego” (1984)[65]
- Nagroda specjalna wojewody krośnieńskiego „Za wybitny wkład w rozwój województwa krośnieńskiego” (1985)[66][67]
- „Jubileuszowy Adres” (1984)[68]
- Medal pamiątkowy „Za aktywną działalność marksizmu-leninizmu i polityki partii” (1988)[24]
- Brązowy Medal „Za zasługi dla obronności kraju” (1988)[69]
- Złota Odznaka Honorowa Towarzystwa Przyjaźni Polsko-Radzieckiej (1989)[70]
- Odznaka „Za zasługi dla województwa krośnieńskiego” (1989)[70]
- Odznaka „Zasłużony Bieszczadom” (1989)[70]
- Odznaka „Zasłużony Działacz Kultury” (1989)[71]
- Dyplom i nagroda przyznana przez Wojewódzką Radę Związków Zawodowych za działalność i popularyzację związkowego ruchu kulturalnego (1977)[72]